# Isabel Durán Doussinague
Isabel Durán Doussinague (Madrid, 22 de abril de 1965) es una periodista y escritora española que colabora como comentarista política en diversos medios escritos y audiovisuales. 

## Formación
Es licenciada en Periodismo y cuenta con un posgrado en Estudios Internacionales por la Sociedad de Estudios Internacionales perteneciente al CSIC y otro en Ciencias Políticas en el Instituto de Estudios Europeos de la Universidad Libre de Bruselas.

## Carrera profesional
Tras estudiar en Bruselas, permaneció allí trabajando en la oficina del portavoz de la Comisión de la Comunidad Europea. Al volver a España fue encargada de la realización de reportajes especiales para la agencia de noticias Editmedia TV, se incorporó a la redacción de la sección nacional de la revista Tiempo.
Ha trabajado también en Diario 16 y ABC, y ha sido comentarista política de distintos programas en radio y televisión, como son la Cope, Radio España, Onda Cero, Los desayunos de TVE (2000-2004) y Antena 3 TV. Desde principios de la década de 2000 ha sido analista política en programas de radio como La Mañana y La tarde de Cope, Herrera en COPE (2015- ), La Espuela, Las mañanas de RNE (2012-2015) en RNE y El gato al agua (2008-2012) de Radio Intereconomía. 
En el mundo de la televisión ha sido colaboradora de multitudinarios programas de televisión, por ejemplo, La noria (2008-2012), La mirada crítica, El gran debate (2012-2013) y Abre los ojos... y mira (2013-2014) de Telecinco, Madrid opina (2007-2011) o Alto y claro (2007-2012) de Telemadrid y El cascabel (2013- ) en 13TV. Durante 2012 presentó el programa de entrevistas Sin rodeos en 13 TV. Paralelamente, desde el 28 de enero de 2013 presentó el programa matinal de información Más claro agua en 13TV.
En julio de 2016 dejó de trabajar en 13 TV tras 800 programas, una antena de oro y un incremento del 77,7 % de la audiencia, para afrontar nuevos retos.

## Libros
Es coautora de ocho libros políticos:
- La gran revancha (2006, editorial Temas de hoy)
- ETA, el saqueo de Euskadi (2002, editorial Planeta)
- Arzalluz (2001, editorial Planeta) Biografía no autorizada del antiguo dirigente del EAJ-PNV Xabier Arzalluz
- Aznar (1999, editorial Planeta)
- El secuestro de la justicia (1998)
- El saqueo de España (1996)
- Pacto de silencio (1996)
- Los secretos del poder (1994)

## Premios
- Antena de Oro en 2015.[2]